# MDR Sputnik
MDR Sputnik est une radio publique thématique allemande du groupe Mitteldeutscher Rundfunk, essentiellement consacrée à un public jeune.

## Histoire
Sputnik prend la place de DT64 de la Rundfunk der DDR qui est dissoute fin 1991. Les auditeurs mènent une série de manifestations pour DT64. La Mitteldeutsche Rundfunk accepte d'abord de poursuivre la diffusion des programmes de DT64 pour le premier semestre de 1992 sur les fréquences qu'elle reprend. Dans d’autres parties de la zone de réception de DT64, la diffusion cesse immédiatement fin 1991 ou est progressivement supprimée au profit de nouveaux programmes.
Le 1er juillet 1992, la diffusion en moyenne fréquence (1 044 Hz depuis l'émetteur de Wilsdruff avec une puissance de transmission de 250 kilowatts) s'arrête pour une diffusion exclusivement en très haute fréquence.
Depuis le 1er mars 1993, avec l’ajout de la MDR Fernsehen sur Astra 1B, le programme est également reçu par satellite via un multiplexage. Le 1er mai 1993, le programme est rebaptisé MDR Sputnik pour souligner qu'il est le premier programme de la MDR par satellite. La suggestion de nom vient du ministre-président de Saxe Kurt Biedenkopf. L'addendum "MDR" est toutefois progressivement effacé au cours des prochaines années.
En juillet 1992, avec l'attribution de la moyenne fréquence à MDR Info, le programme ne peut être reçu que par satellite. En novembre 1993, Sputnik déménage de Berlin à Halle-sur-Saale. En plus de la diffusion via le satellite Astra, le programme peut également être reçu numériquement via le package DSR du satellite TV-SAT 2 et DFS-Kopernikus.
Le 15 février 1994, les lecteurs du magazine SAX, basé à Dresde, élisent Sputnik radio la plus populaire de l’année 1993. Le 7 décembre 1994, la tentative de cinq stations de radio commerciales de suspendre juridiquement la diffusion de Sputnik échoue. Le site Web de Sputnik est mis en ligne le 13 mai 1995. Du 22 septembre au 30 septembre 1995, Sputnik organise dans le train d'Erich Honecker une tournée de concerts dans 17 gares en Allemagne.
Le 12 février 1997, Sputnik reçoit de la Chancellerie d'Etat de Saxe-Anhalt, la fréquence FM 104,4 MHz à Petersberg pour la radiodiffusion terrestre à Halle et dans ses environs, jusqu'à Leipzig. Plus tard, dans le Land de Saxe-Anhalt, les fréquences FM sont données pour Fleetmark, Jerichow, Klötze, Magdebourg, Naumbourg, Stendal et Zeitz. Le 21 octobre 1998, le tribunal administratif fédéral rejette le recours du Land de Saxe contre la diffusion de Sputnik en THF en violation du traité de la MDR. Le 30 août 1999, Sputnik diffuse depuis le nouveau MDR Funkhaus à Halle.
Malgré une augmentation légère mais constante du nombre d'auditeurs, la station s'appelle de nouveau MDR Sputnik, a son propre directeur de programme, modifie son programme le 4 décembre 2006 et met de nouveau l’accent sur la radio en tant que support d'information pour un public jeune. Parallèlement, Sputnik élargit son offre en ligne avec une plate-forme communautaire en ligne, mise en ligne en décembre 2006 sous le nom de mySputnik. Depuis décembre 2007, elle propose les mêmes offres que les radios You FM (Hessischer Rundfunk) et Fritz (Rundfunk Berlin-Brandenburg). À l'été 2010, le programme s'ouvre un peu plus vers un public généraliste ; de plus, les émissions d'informations cessent à cause du faible nombre d'auditeurs.

## Musique
Comme son prédécesseur, DT64, Sputnik joue au début des années 1990 une large gamme de musique rock et pop. Avec la transformation de la radio de format à la fin de la décennie, la sélection de musique se transforme progressivement en Contemporary Hit Radio avec du RnB de préférence. En 2005 et 2006, le slogan est Black, Hot and Sexy. Avec la nouvelle transformation de la direction en décembre 2006, la gamme de musique du programme est considérablement élargie. Entre autres choses, des émissions musicales spéciales sont introduites en soirée, y compris des émissions anciennes. La part de RnB et de rap chute. Ainsi, la station joue pendant la journée surtout du rock, de la pop et de l’électro-pop avec une direction alternative.
L'émission Soundcheck permet une coopération étroite avec la scène musicale allemande et autrichienne. Ainsi, des groupes jeunes et inconnus ainsi que des groupes de musique sans contrat de disque sont également joués.

### Source de la traduction
- (de) Cet article est partiellement ou en totalité issu de l’article de Wikipédia en allemand intitulé « MDR Sputnik » (voir la liste des auteurs).